# Aeronave militar

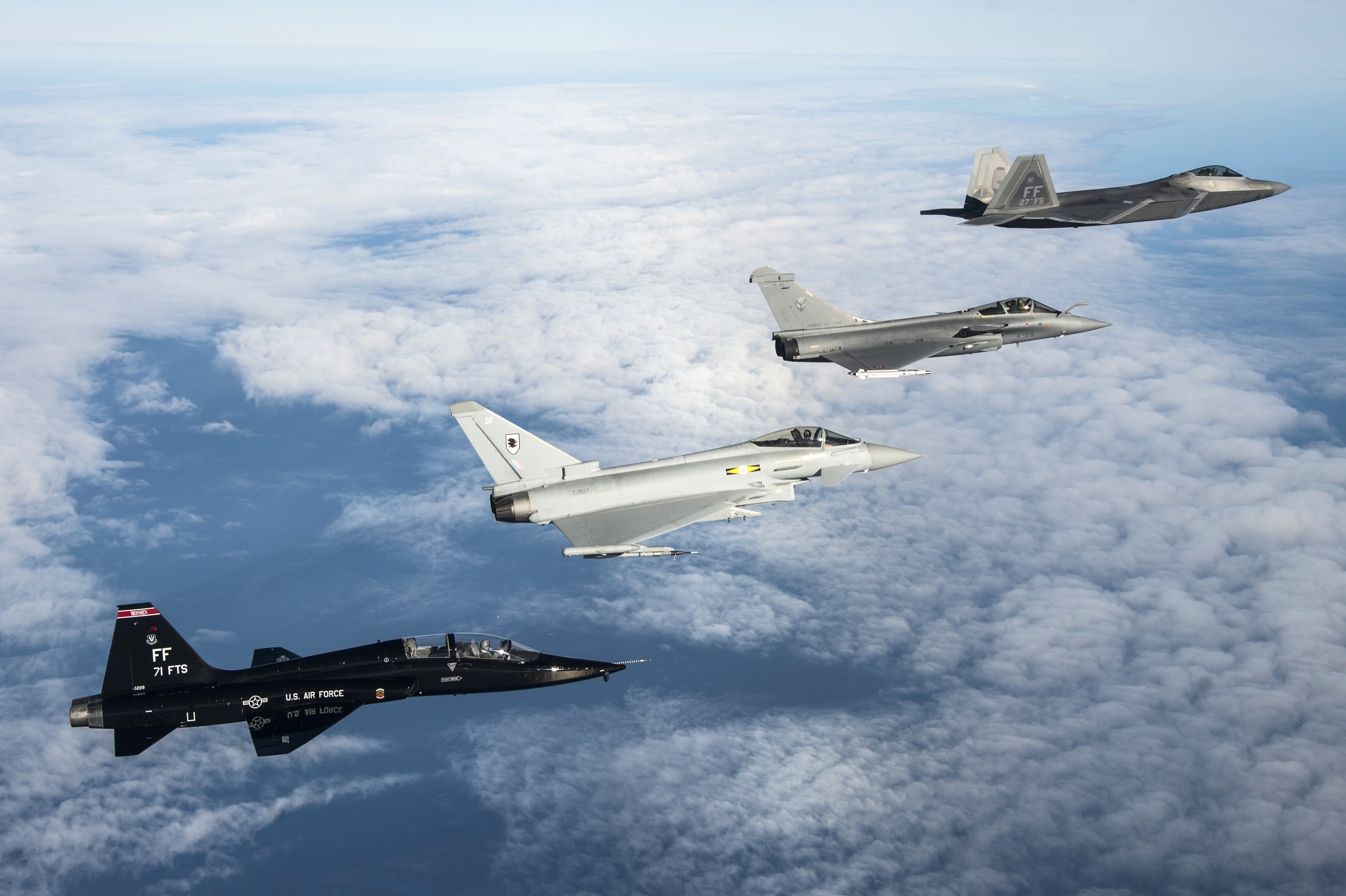
Aeronaves militares em formação de voo. Os modelos são, de baixo para cima, o americano T-38 Talon, o europeu Eurofighter Typhoon, o francês Dassault Rafale e o americano F-22 Raptor.

Uma aeronave militar é qualquer aeronave de asa fixa ou de asa rotativa que é operada por um serviço armado legal ou insurrecional de qualquer tipo. Aeronaves militares podem ser de combate ou não de combate: 
Aeronaves de combate são projetadas para destruir equipamentos inimigos usando seu próprio material bélico. Os aviões de combate são tipicamente desenvolvidos e adquiridos apenas por forças militares. 
As aeronaves que não são de combate não são projetadas para combate como sua função principal, mas podem portar armas para autodefesa. Eles operam principalmente em funções de apoio e podem ser desenvolvidos por forças militares ou organizações civis.